# Skhirate

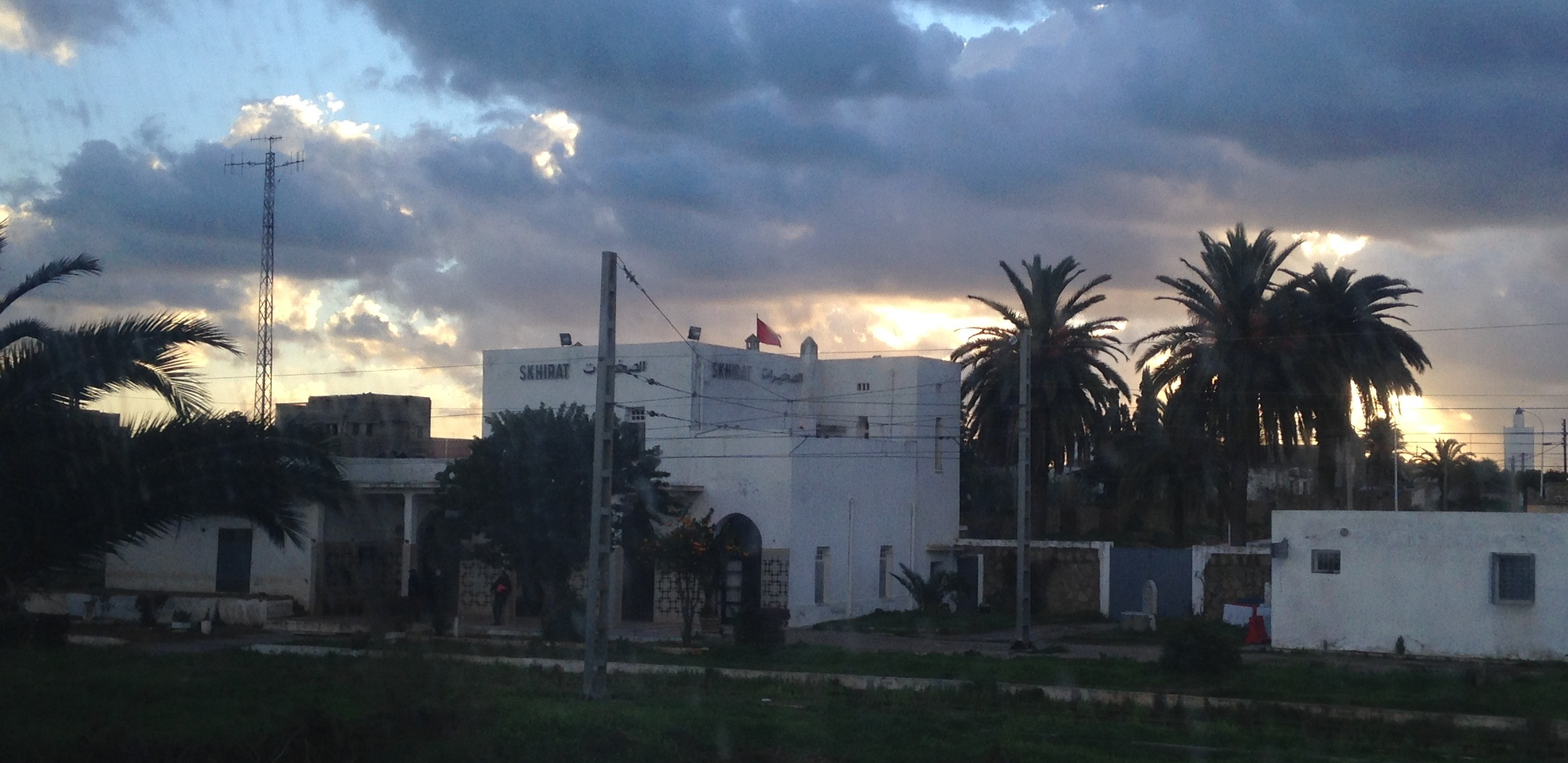
Järnvägsstationen i Skhirate.

Skhirate är en stad i Marocko och är belägen i prefekturen Skhirate-Témara som är en del av regionen Rabat-Salé-Kénitra. Staden ingår i storstadsområdet runt Rabat och Salé och hade 59 775 invånare vid folkräkningen 2014.